# 침묵의 봄
《침묵의 봄》(Silent Spring)은 1962년 레이첼 카슨이 1차 세계대전 이후 미국에서 살포된 살충제나 제초제로 사용된 유독물질이 생태계에 미치는 영향을 분석하여 쓴 책으로, 환경운동이 서양에서 시작하게 되는 계기가 된 책이다. 이 책으로 인하여 1963년 미국의 케네디 대통령은 환경문제를 다룬 자문위원회를 구성하게 되었고, 이에 1969년 미국의회는 DDT가 암을 유발할 수도 있다는 증거를 발표하였으며, 1972년 미국 EPA(미 환경부)는 DDT의 사용을 금지하게 되었다.

## 개요
이 책은 레이철 카슨이 《뉴요커》라는 잡지에 투고한 내용을 묶어서 책으로 편찬한 것이다. 이 책은 DDT나, BHC같은 유기염소계 농약에 대한 생물학적 피해를 설명해놓은 책으로서, 이런 "유독물질의 사용을 줄여야 된다"고 주장하고 있다. 이 책은 여러 가지 예시들을 통해서 이런 농약들이 우리 인체에 어떤 해를 주느냐, 그리고 자연에는 어떤 영향을 주는가에 대해서 설명해주고 있다. 이 책은 이런 농약들을 전혀 사용하지 않는 것이 아니라, 좀 더 자연적인 방법과, 자연에 폐를 끼치지 않는 쪽으로 방향을 바꿔야 된다고 주장하고 있다.

## 같이 보기
- <인간의 어린이>(아르디 제임스 저)
- <도둑 맞은 미래>(콜본 등 3인 공저)[1]